# Walgrave
Ne doit pas être confondu avec Wargrave.
Walgrave est une paroisse civile et un village du Northamptonshire, en Angleterre, au Royaume-Uni. Au recensement de 2011, la paroisse civile compte 868 habitants.

## Sources
- (en) Cet article est partiellement ou en totalité issu de l’article de Wikipédia en anglais intitulé « Walgrave » (voir la liste des auteurs).